# Canton de Perpignan-9
Le canton de Perpignan-9 est une division administrative française, située dans le département des Pyrénées-Orientales et la région Languedoc-Roussillon.

## Composition
Le canton de Perpignan-9 groupe 1 commune :
| Communes                                             | Population (2012) | Code postal | Code Insee |
| ---------------------------------------------------- | ----------------- | ----------- | ---------- |
| Perpignan (chef-lieu du canton), fraction de commune | 14 437            | 66000       | 66136      |

### Quartiers de Perpignan inclus dans le canton
- Mas Donat
- Bas-Vernet
- Clodion-Torcatis
- Roudayre

### Découpage
La portion du territoire de la commune de Perpignan est déterminée, à l'Ouest par la limite de la commune de Saint-Estève, au Nord par le ruisseau Grand-Vivier, l'avenue du Maréchal-Joffre, l'allée Aimé-Giral, l'avenue Paul-Gauguin et à nouveau le ruisseau Grand-Vivier, à l'Est par la limite de la commune de Bompas et au Sud par la Têt.

## Histoire
| Période | Période | Identité             | Étiquette | Qualité                                                                          |
| ------- | ------- | -------------------- | --------- | -------------------------------------------------------------------------------- |
| 1982    | 1998    | Alain Marti          | RPR       | Chef d'entreprise, adjoint au maire de Perpignan                                 |
| 1998    | 2004    | Nicole Gaspon        | PCF       | Enseignante, conseillère municipale de Perpignan, suppléante du député Jean Vila |
| 2004    | 2011    | Serge Fa             | UMP       | Chef d'entreprise Adjoint au maire de Perpignan de 2001 à 2009                   |
| 2011    | 2015    | Toussainte Calabrese | PS        | Cadre                                                                            |

### Création du canton
Le canton de Perpignan-9 a été créé en 1982 (décret n° 82-84 du 25 janvier 1982) par la division du canton de Perpignan-I : le Bas-Vernet est devenu le canton de Perpignan-9 tandis que le Haut-Vernet devenait celui de Perpignan-1.

## Démographie
| 1982 | 1990   | 1999   | 2006   | 2011   | 2012   |
| ---- | ------ | ------ | ------ | ------ | ------ |
| -    | 14 750 | 14 208 | 14 980 | 14 437 | 14 815 |